# Kuragehime
Kuragehime - La Principessa delle Meduse (海月姫?, Kuragehime) è un manga josei scritto e disegnato da Akiko Higashimura. I singoli capitoli sono stati pubblicati nella rivista Kiss dell'editore Kōdansha nella sua prima edizione del 2008, e successivamente raccolti in tankōbon. Nel 2010 ha vinto il Kodansha Manga Award per il miglior shōjo manga. In Italia il manga è stato pubblicato dall'ottobre 2010 al settembre 2018 da Star Comics.
Brain's Base ha adattato in un anime di undici episodi i primi cinque volumi del manga. La serie è andata in onda all'interno di noitaminA, contenitore di Fuji TV dal 14 ottobre 2010 al 30 dicembre 2010. Il manga è stato inoltre adattato in un lungometraggio live action, in cartellone nelle sale nipponiche dal 27 dicembre 2014. In esso è apparsa anche la stessa Higashimura, cui è stato riservato un cameo.

## Trama
Tsukimi Kurashita è una ragazza di 18 anni trasferitasi a Tokyo per realizzare il suo sogno di diventare un'illustratrice. Tsukimi è poco curata nell'aspetto, ha scarse capacità di relazionarsi con la gente, è terrorizzata dalle persone attraenti e alla moda ma soprattutto adora le meduse.
Vive al dormitorio Amamizukan, dove non sono ammessi uomini e dove tutte le sue inquiline (o come amano definirsi, le "Amars", letteralmente "Suore") sono delle otaku come lei, fissate ognuna con un diverso ambito, NEET e terrorizzate dal resto della società modaiola.
Una sera, nel tentativo di salvare una medusa in pericolo dall'acquario di un negozio di animali, Tsukimi viene soccorsa da una splendida ragazza alla moda, che l'aiuta ad acquistare la medusa.
Ma la mattina successiva scoprirà che "lei" è in realtà un "lui": Kuranosuke Koibuchi, figlio illegittimo di un politico con la passione del travestitismo.
Kuranosuke inizierà a frequentare sempre più l'Amamizukan (nonostante l'opposizione dei suoi inquilini) perché interessato a Tsukimi e all'ambiente così diverso da quello a cui è abituato, mentre la ragazza dovrà fare attenzione che la vera identità del giovane non venga svelata, altrimenti subirà gravi conseguenze.

## Personaggi
Tsukimi Kurashita (倉下 月海?, Kurashita Tsukimi)
Doppiata da: Kana Hanazawa
Una diciottenne otaku giunta a Tokyo per diventare un'illustratrice, Tsukimi adora le meduse e può essere definita una vera e propria autorità sull'argomento. Ciò è dovuto ad una visita ad un acquario fatta quand'era bambina assieme alla madre: rimase talmente colpita dai tentacoli e dalle forme delle meduse da considerarle come degli abiti delle principesse. Poco tempo dopo quella visita sua madre si ammalò e morì. Possiede una piccola medusa di nome Kurara, salvata da morte grazie all'intervento di Kuranosuke. Come tutte le Amars ha un aspetto trasandato: in realtà grazie alle cure estetiche di Kuranosuke Tsukimi diventa una bella ragazza, tanto da colpire profondamente il fratello di questi, Shū. Sembra ricambiare i sentimenti del ragazzo, ma Tsukimi è convinta che egli sia innamorato di Shōko Inari. Inizialmente a disagio dalla compagnia di Kuranosuke, col tempo si abitua a lui ma solo quando questi è nella sua forma travestita. È l'unica Amars a sapere la vera identità di Kuranosuke.
Kuranosuke Koibuchi (鯉淵 蔵之介?, Koibuchi Kuranosuke)
Doppiato da: Mitsuki Saiga
Secondogenito di un'illustre e ricca famiglia politica. È un figlio illegittimo, nato da una relazione fra suo padre e un'attrice. Ha un fratellastro maggiore di nome Shū. Dopo essere entrato all'università ha iniziato a travestirsi (cosa non molto apprezzata dal resto della sua famiglia, ad eccezione dello zio), per dare una cattiva impressione di sé stesso ed evitare così una carriera politica e poter entrare nel mondo della moda. Ha nostalgia per la madre e per il suo splendido guardaroba, per questo è in cerca del suo indirizzo. Dopo aver aiutato Tsukimi a salvare Kurara, inizia a frequentare l'Amamizukan, trovando l'ambiente e le persone molto più interessanti dei suoi amici. Inizialmente la sua presenza viene poco tollerata a causa del suo carattere, ma con il tempo riuscirà a farsi accettare. Dopo aver visto Tsukimi abbracciata da Shū, prova una forte gelosia e inizierà con sua grande sorpresa a provare qualcosa per la ragazza. Aiuterà poi le Amars a salvare il dormitorio dalla sua demolizione. Usa il nome Kurako quando è in compagnia delle Amars.
Chieko (千絵子?)
Doppiata da: Kimiko Saito
È una delle Amars, nonché amministratrice dell'Amamizukan. Colleziona bambole tradizionali giapponesi ed è una fanatica di kimono e accessori tradizionali. Ha un'attività di sartoria su misura via internet. È forse la più "normale" delle inquiline. Sua madre è la proprietaria del dormitorio ma è spesso assente a inseguire il suo idolo, l'attore coreano Bae Yong Joon.
Mayaya (まやや?)
Doppiata da: Akemi Okamura
Membro delle Amars, veste sempre con una tuta e ha una folta frangia che le copre gli occhi. È una fanatica delle Cronache dei Tre Regni, di cui spesso fa citazioni. Ha la tendenza di urlare quando parla.
Banba (ばんば?)
Doppiata da: Motoko Kumai
Amars fanatica dei treni. Ciò che la caratterizza è la sua folta capigliatura afro. Dichiara di avere 8 anni, perché nata in un anno bisestile. Una sua bizzarra abilità è il "Banba Scope", con il quale può capire la qualità dei cibi, anche solo dalla confezione.
Jiji (ジジ?)
Doppiata da: Mamiko Noto
Amars ossessionata dal fascino degli uomini maturi. Molto tranquilla e timida, è l'Amars che risalta meno.
Juon Mejiro (目白樹音?, Mejiro Juon)
Popolare autrice di manga yaoi che vive all'Amamizukan. Soffre di antropofobia (paura della gente e dei contatti sociali) e per questo vive barricata nella sua stanza (solo Chieko l'ha incontrata di persona), comunicando con l'esterno attraverso messaggi scritti su fogli di carta. A volte usa le Amars come assistenti per rispettare le scadenze di consegna delle sue opere.
Shū Koibuchi (鯉淵 修?, Koibuchi Shū)
Doppiato da: Junichi Suwabe
Fratellastro maggiore di Kuranosuke e assistente personale del padre. Persona seria e tranquilla, ha difficoltà a relazionarsi con le donne, dopo aver assistito ad un incontro fra il padre e la madre di Kuranosuke. Per questo è ancora vergine, nonostante la sua età. Dopo aver incontrato Tsukimi, abbellita da Kuranosuke, inizia a sentirsi attratto da lei, anche se non riesce a riconoscerla quando è nella sua versione "normale". Diventerà poi oggetto delle attenzioni di Shōko Inari che lo ricatterà facendogli credere di essere andata a letto con lui.
Shōko Inari (稲荷翔子?, Inari Shōko)
Doppiata da: Junko Kitanishi
Ambiziosa e affascinante donna a capo del progetto del nuovo piano edilizio che interessa l'area dell'Amamizukan (che verrebbe abbattuto per fare posto a un lussuoso albergo). Per assicurarsi l'appoggio di una persona influente decide di entrare nelle simpatie di Shū e in questo modo conoscerne il padre. Dopo un fallito tentativo di sedurlo (a causa della scarsa dimestichezza con le donne del ragazzo), decide di addormentarlo con dei sedativi, portarlo nella stanza di un hotel e scattare una foto compromettente per fargli credere di aver fatto sesso con lei.
Hanamori (花森?, Hanamori)
Doppiato da: Takehito Koyasu
Autista della famiglia Koibuchi. Fumatore, è un appassionato sfegatato delle Benz, tanto da obbedire a qualsiasi ordine non appena si minacciano danni alle macchine. Essendo al servizio della famiglia da molti anni conosce molte cose sul suo conto.

## Media

### Manga
Il manga scritto e disegnato da Akiko Higashimura, è stato serializzato dal 25 ottobre 2008 al 25 agosto 2017 sulla rivista Kiss edita da Kōdansha. I vari capitoli sono stati raccolti in diciassette volumi tankōbon pubblicati dal 13 marzo 2009 al 13 novembre 2017.
In Italia la serie è stata pubblicata da Star Comics nella collana Ghost dal 27 ottobre 2010 al 26 settembre 2018.

#### Volumi
| 1  | 13 marzo 2009 | ISBN 978-4-06-340744-0 | 27 ottobre 2010   | —                      |
| 1  | Capitoli - episode.1 (セックス・アンド・ザ・アマーズ?, Sekkusu ando za Amāzu) - episode.2 (プリティ ウーマン?, Puriti Ūman) - episode.3 (スキヤキ・ウエスタン・ジャンゴ?, Sukiyaki Uesutan Jango) - episode.4 (魔法にかけられて?, Mahō ni kakerarete) - episode.5 (来来! 尼～ず?, Rairai! Amazu) - episode.6 (私を水族館へ連れてって?, Watashi o suizokukan e tsuretette) - episode.EX (おまけマンガ「クラゲと私とバルセロナ」?, Omake manga "Kurage to watashi to Baruserona")                                                                                       |                        |                   |                        |
| 2  | 13 luglio 2009 | ISBN 978-4-06-340762-4 | 23 dicembre 2010  | —                      |
| 2  | Capitoli - episode.7 (今、そこにある危機?, Ima, soko ni aru kiki) - episode.8 (私はクラゲになりたい?, Watashi wa kurage ni naritai) - episode.9 (七人の尼～ず?, Nana-ri no amazu) - episode.10 (キケンな情事?, Kiken'na jōji) - episode.11 (ドライビング Mr.ハナモリ?, Doraibingu Mr. Hanamori) - episode.12 (イン・ザ・クロ-ゼット?, In za Kurōzetto) - episode.EX (おまけマンガ「クラゲと私とバルセロナ」第2回?, Omake manga "Kurage to watashi to Baruserona" dai 2-kai)                                                                                           |                        |                   |                        |
| 3  | 13 novembre 2009 | ISBN 978-4-06-340775-4 | 22 febbraio 2011  | —                      |
| 3  | Capitoli - episode.13 (金融腐食列島?, Kin'yū fushoku rettō) - episode.14 (クララの休日?, Kurara no kyūjitsu) - episode.15 (ミリオンダラー・ベイビー?, Mirion Darā Beibī) - episode.16 (ROMEO & JULIET??) - episode.17 (私の頭の中の消しゴム?, Watashi no atama no naka no keshigomu) - episode.18 (ディープ・ブルー?, Dīpu Burū) - episode.EX (おまけマンガ「クラゲと私とバルセロナ」第3回?, Omake manga "Kurage to watashi to Baruserona" dai 3-kai) |                        |                   |                        |
| 4  | 12 marzo 2010 | ISBN 978-4-06-340790-7 | 21 aprile 2011    | —                      |
| 4  | Capitoli - episode.19 (美しい人?, Utsukushī hito) - episode.20 (マリー・アントワネットの首飾り?, Marī Antowanetto no kubikazari) - episode.21 (ER 緊急救命室?, ER kinkyū kyūmei-shitsu) - episode.22 (お熱いのがお好き??, Oatsui no gaosuki?) - episode.23 (ベルサイユのばら??, Berusaiyu no bara?) - episode.24 (未知との遭遇?, Michito no sōgū) - episode.EX (おまけマンガ「平均年齢31歳のクリスマス」?, Omake manga "Heikin nenrei 31-sai no Kurisumasu") |                        |                   |                        |
| 5  | 10 agosto 2010 | ISBN 978-4-06-340812-6 | 25 maggio 2011    | —                      |
| 5  | Capitoli - episode.25 (ディープ・インパクト?, Dīpu Inpakuto) - episode.26 (ロック・ミー・ハムレット!?, Rokku Mī Hamuretto!) - episode.27 (グラン・ブルー?, Guran Burū) - episode.28 (クラゲドッグ$ミリオネア?, Kurage Doggu $ Mirionea) - episode.29 (ぼくの可愛い人だから?, Boku no kawaii hito dakara) - (海月姫 英雄列伝☆ 其の一・其の二 (ヒーローズ)?, Kuragehime eiyū retsuden ☆ sono ichi sono ni (Hīrōzu)) - episode.EX |                        |                   |                        |
| 6  | 26 novembre 2010 | ISBN 978-4-06-340824-9 | 23 giugno 2011    | —                      |
| 6  | Capitoli - episode.30 (彼が二度愛したT?, Kare ga ni-do aishita T) - episode.31 (ドーリーガールズ?, Dōrī Gāruzu) - episode.32 (尼～ず 破滅へのカウントダウン?, Amazu hametsu e no Kauntodaun) - episode.33 (007/天水館より愛をこめて?, 007/Tensui-kan yori ai o komete) - episode.34 (パーティ☆モンスター?, Pāti ☆ Monsutā) - (海月姫 英雄列伝☆(ヒーローズ) 其の三?, Kuragehime eiyū retsuden ☆ (Hīrōzu) sono san) - episode.EX (おまけマンガ 海月姫がアニメになった件について～！?, Omake manga kuragehime ga anime ni natta kudan ni tsuite~!)                       |                        |                   |                        |
| 7  | 13 aprile 2011 | ISBN 978-4-06-340841-6 | 24 novembre 2011  | —                      |
| 7  | Capitoli - episode.35 (ショーガール?, Shōgāru) - episode.36 (時計じかけの尼～ず?, Tokeiji kake no amazu) - episode.37 (ゴシップ★ガール?, Goshippu ★ Gāru) - episode.38 (永遠のこどもたち?, Eien no kodomo-tachi) - episode.39 (瞳の奥の秘密?, Hitomi no oku no himitsu) - (海月姫 英雄列伝☆ 其の四・其の五?, Kuragehime eiyū retsuden ☆ sono shi sono go) - episode.EX (おまけマンガ クラゲにまつわるエトセトラ……?, Omake manga kurage ni matsuwaru Etosetora……) |                        |                   |                        |
| 8  | 13 settembre 2011 | ISBN 978-4-06-340855-3 | 24 maggio 2012    | —                      |
| 8  | Capitoli - episode.40 (クラゲ 踊るマハラジャ?, Kurage odoru Maharaja) - episode.41 (007/私を愛したスパイ?, 007/Watashi wo aishita Supai) - episode.42 (お買いもの中毒な私!?, Okaimono chūdokuna watashi!) - episode.43 (そして誰もいなくなった?, Soshite daremo inakunatta) - episode.44 (ふりむけば愛??, Furimukeba ai?) - (海月姫 英雄列伝☆ 其の六・其の七?, Kuragehime eiyū retsuden ☆ sono roku sono nana) - episode.EX (おまけマンガ ラブストーリーは突然に……?, Omake manga Rabu Sutōrī wa totsuzen ni……)                                                        |                        |                   |                        |
| 9  | 13 marzo 2012 | ISBN 978-4-06-340874-4 | 20 febbraio 2014  | —                      |
| 9  | Capitoli - episode.45 (誰がため?, Dare ga tame) - episode.46 (楽しいだけじゃダメかしら??, Tanoshī dake ja dame kashira?) - episode.47 (仕立て屋の恋?, Shitateya no koi) - episode.48 (デート・ウィズ・シュウシュウ?, Dēto uizu Shū Shū) - episode.49 (アバウト・ア・チェリーボーイ?, Abauto a Cherī Bōi) - (海月姫 英雄列伝☆ 其の八?, Kuragehime eiyū retsuden ☆ sono hachi) - episode.EX (おまけマンガ 尼～ずにはもう つける薬がない?, Omake manga amazu ni wa mō tsukeru kusuri ga nai)                                                                             |                        |                   |                        |
| 10 | 13 settembre 2012 | ISBN 978-4-06-340887-4 | 24 dicembre 2014  | —                      |
| 10 | Capitoli - episode.50 (夜会服はクラゲの夢を見る?, Yakai-fuku wa kurage no yume o miru) - episode.51 (魔法使いの弟?, Mahōtsukai no otōto) - episode.52 (カジュアル・ライン??, Kajuaru Rain?) - episode.53 (トゥモロー・ワールド?, Tomorō Wārudo) - episode.54 (シュウと月海と尼～ずたち?, Shū to gekkai to ama ~zu-tachi) - episode.EX (おまけマンガ とうとうクラゲを飼う決意をした東村の話?, Omake manga tōtō kurage o kau ketsui o shita Higashimura no hanashi) |                        |                   |                        |
| 11 | 13 marzo 2013 | ISBN 978-4-06-340903-1 | 22 aprile 2015    | —                      |
| 11 | Capitoli - episode.55 (奇人たちの展示会?, Kijin-tachi no tenjikai) - episode.56 (海月の毒々プリンセス?, Kurage no doku doku Purinsesu) - episode.57 (海月、黒に染めて?, Kurage, kuro ni somete) - episode.58 (ファッション戦争 アジアの首領?, Fasshon sensō Ajia no shuryō) - episode.59 (フィッシュ社長がやって来る ヤァ!ヤァ!ヤァ!?, Fisshu shachō ga yattekuru ya! Ya! Ya!) - (海月姫 英雄列伝?, Kuragehime eiyū retsuden) - episode.EX (高校生のT君 N君 K沢君 H沢君 卒業記念おまけ漫画?, Kōkōsei no T-kun N-kun K Sawa-kun H Sawa-kun sotsugyō kinen omake manga) |                        |                   |                        |
| 12 | 12 luglio 2013 | ISBN 978-4-06-340912-3 | 22 ottobre 2015   | —                      |
| 12 | Capitoli - episode.60 (シンガポール・スリリング?, Shingapōru Suriringu) - episode.61 (マッチ売りの少女?, Matchi uri no shōjo) - episode.62 (お気軽にコール・ミー?, Okigaru ni Kōru Mī) - episode.63 (ミッドナイト・フライト?, Middonaito Furaito) - episode.64 (遠くでずっとそばにいる?, Tōku de zutto soba ni iru) - episode.EX (裏切りの寡黙な背中?, Uragiri no kamokuna senaka) |                        |                   |                        |
| 13 | 13 dicembre 2013 | ISBN 978-4-06-340921-5 | 20 aprile 2016    | ISBN 978-88-6920-889-8 |
| 13 | Capitoli - episode.65 (ロード・オブ・ザ・リング?, Rōdo Obu za Ringu) - episode.66 (ラスト・パーティー?, Rasuto Pātī) - episode.67 (キャッチ・ハー・イフ・ユー・キャン?, Kyatchi hā Ifu yū Kyan) - episode.68 (シンデレラ 戻らない時計の針?, Shinderera modoranai tokei no hari) - episode.69 (箱と白シャツと私?, Hako to shiro shatsu to watashi) - episode.EX (尼～ずの皆に言いたいこと2013?, Amazu no mina ni iitai koto 2013) |                        |                   |                        |
| 14 | 12 settembre 2014 | ISBN 978-4-06-340934-5 | 24 agosto 2016    | ISBN 978-88-226-0212-1 |
| 14 | Capitoli - episode.70 (白シャツを着た悪魔?, Shiro shatsu o kita akuma) - episode.71 (グッド・クラゲ・ハンティング/旅立ち?, Guddo kurage Hantingu/Tabidachi) - episode.72 (イン・ザ・プール?, In za Pūru) - episode.73 (アース?, Āsu) - episode.74 (ウルフ オブ シンガポールストリート?, Urufu obu Shingapōru Sutorīto) - (海月姫 英雄列伝☆ 其の?, Kuragehime eiyū retsuden ☆ sono) - episode.EX (私のマイブーム2014?, Watashi no Mai Būmu 2014) |                        |                   |                        |
| 15 | 13 gennaio 2015 | ISBN 978-4-06-340941-3 | 25 gennaio 2017   | ISBN 978-88-226-0460-6 |
| 15 | Capitoli - episode.75 (塔の上のクラゲヒメ?, Tō no ue no kuragehime) - episode.76 (シンガポールの怪物?, Shingapōru no kaibutsu) - episode.77 (カジノ・ロワイヤル?, Kajino Rowaiyaru) - episode.0 (尼～ず前夜?, Amazu zen'ya) - (海月姫 英雄列伝☆ 其の十一?, Kuragehime eiyū retsuden ☆ sono jū ichi) - episode.EX (海月姫おまけマンガ?, Kuragehime omake manga) |                        |                   |                        |
| 16 | 13 maggio 2016 | ISBN 978-4-06-340987-1 | 26 luglio 2017    | ISBN 978-88-226-0648-8 |
| 16 | Capitoli - episode.78 (シンガポール@DEEP?, Shingapōru @ DEEP) - episode.79 (尼～ずの晩餐会?, Amazu no bansan-kai) - episode.80 (Shall we marry??) - episode.81 (イノセント・鯉渕ボーイズ?, Inosento Koibuchi Bōizu) - episode.0 (女装前夜?, Josō zen'ya) - episode.EX (海月姫おまけマンガ?, Kuragehime omake manga) |                        |                   |                        |
| 17 | 13 novembre 2017 | ISBN 978-4-06-510452-1 | 26 settembre 2018 | ISBN 978-88-226-1171-0 |
| 17 | Capitoli - episode.82 (幸せになるための○○のドレス?, Shiawase ni naru tame no ￮￮ no Doresu) - episode.83 (シン・ジェリーフィッシュ?, Shin Jerīfisshu) - final episode. (プリンセス・ジェリーフィッシュ?, Purinsesu Jerīfisshu) - episode.EX (おまけ フンガ コープー！！！！?, Omake funga kōpū!!!!) |                        |                   |                        |

### Anime
Un adattamento anime diretto da Takahiro Omori e prodotto dallo studio d'animazione Brain's Base, è stato trasmesso in Giappone su Fuji TV dal 14 ottobre al 30 dicembre 2010 per un totale di undici episodi. La sigla d'apertura è Koko dake no hanashi (ここだけの話? lett. "Detto tra noi") cantata dai Chatmonchy mentre quella di chiusura è Kimi no kirei ni kizuite okure (きみのきれいに気づいておくれ? lett. "Comprendere la tua bellezza") dei Sambomaster.

#### Episodi
I titoli degli undici episodi sono citazioni modificate di titoli di film.
| Nº | Titolo italiano (traduzione letterale) Giapponese 「Kanji」 - Rōmaji                            | In onda          | In onda |
| Nº | Titolo italiano (traduzione letterale) Giapponese 「Kanji」 - Rōmaji                            | Giapponese       |         |
| 1  | Sex and the Amars 「セックス・アンド・ザ・アマーズ」 - Sekkusu ando za Amāzu                    | 14 ottobre 2010  |         |
| 2  | Sukiyaki Western Matsusaka 「スキヤキ・ウエスタン・マツサカ」 - Sukiyaki Uesutan Matsusaka      | 28 ottobre 2010  |         |
| 3  | Come per incanto 「魔法をかけられて」 - Mahō o kakerarete                                       | 4 novembre 2010  |         |
| 4  | Ti vedrò nel mio acquario 「水族館で逢いましょう」 - Suizokukan de aimashō                      | 11 novembre 2010 |         |
| 5  | Voglio diventare una medusa 「私はクラゲになりたい」 - Watashi wa kurage ni naritai             | 18 novembre 2010 |         |
| 6  | Night of the Living Amars 「ナイト・オブ・ザ・リビング・アマーズ」 - Naito obu za Ribingu Amāzu | 25 novembre 2010 |         |
| 7  | L'arcipelago dell’indebitamento finanziario 「金融無職列島」 - Kinyū mushoku rettō              | 2 dicembre 2010  |         |
| 8  | Million Dollar Babies 「ミリオンダラー・ベイビーズ」 - Mirion Darā Beibīzu                      | 9 dicembre 2010  |         |
| 9  | Un verginello da marciapiede 「真夜中のチェリーボーイ」 - Mayonaka no Cherībōi                  | 16 dicembre 2010 |         |
| 10 | Voglia d’amore e acqua tiepida 「愛とぬるま湯の日々」 - Ai to nurumayu no hibi                  | 23 dicembre 2010 |         |
| 11 | La medusa dei sogni 「ジェリーフィッシュ・オブ・ドリームス」 - Jerīfisshu obu Dorīmusu          | 30 dicembre 2010 |         |

### Live action
Un film live action prodotto da Asmik Ace Entertainment, è stato proiettato nei cinema giapponesi il 27 dicembre 2014. La pellicola è stata diretta da Taisuke Kawamura mentre la sceneggiatura era di Toshiya Ono.
Un dorama è stato trasmesso in Giappone su Fuji TV dal 15 gennaio al 19 marzo 2018. La serie è stata diretta da Junichi Ishikawa mentre la sceneggiatura è stata curata da Yuuichi Tokunaga.

#### Cast dorama
- Kyoko Yoshine - Kurashita Tsukimi
- Kōji Seto - Koibuchi Kuranosuke
- Asuka Kudo - Koibuchi Shu
- Haruka Kinami - Jiji-sama
- Rena Matsui - Banba-san
- Rio Uchida - Mayaya
- Eriko Tomiyama - Chieko
- Rika Izumi - Inari Shoko
- Junpei Yasui (安井順平) - Sasaki Kohei
- Jun Kaname - Hanamori Yoshio
- YoshikoTokoshima - Koibuchi Yoko
- Kinya Kitaoji - Koibuchi Keiichiro

## Accoglienza
Nel 2010, Kuragehime ha vinto il Premio Kodansha per i manga per il miglior manga shōjo. È stato anche candidato al Manga Taishō dello stesso anno. Nel 2017, è stato candidato ai Eisner Award nella categoria "Migliore edizione statunitense di opere straniere – Asia" per i primi tre volumi.
Nell'agosto 2010 il manga ha venduto oltre 1 milione di copie. Durante la prima settimana di pubblicazione, il quarto volume della serie ha venduto circa 27 000 copie e il quinto volume ha venduto circa 55 000 copie. Il sesto volume ha venduto oltre 60 000 copie nella prima settimana e ha superato le 100 000 copie vendute in totale la settimana successiva.
Kuragehime è stato considerato uno dei migliori anime degli anime 2010 da Polygon. Julia Lee ha sottolineato il suo messaggio: "Tutti sono belli e interessanti e dovrebbe essere un crimine non vederti in quel modo". Lauren Orsini di Forbes lo considerò uno dei cinque migliori anime del 2010, affermando "In parte storia di formazione, in parte sfida progettuale di Project Runway, questa dolce commedia romantica esplora l'identità di genere in un modo che sembra ancora attento e fresco". Anche lo staff di Crunchyroll lo ha incluso in tale elenco; il recensore Kara Dennison ha elogiato "la sua arte affascinante alla sua storia sincera" e ha scritto: "Kuragehime è una di quelle rare gemme preziose che non raffigura l'otaku-dom femminile come un unicorno raro, ma approfondisce come ci si sente ad essere una giovane donna in quel percorso di vita".